# Цингер, Александр Васильевич
Александр Васильевич Цингер (16 (28) марта 1870, Москва — 24 декабря 1934, Берлин) — российский физик, педагог, профессор МГУ; автор ряда учебников по физике для школы, очень популярных в 1920-е и 1930-е годы; также известен как автор выдержавшей несколько изданий научно-популярной книги «Занимательная ботаника».

## Краткая биография

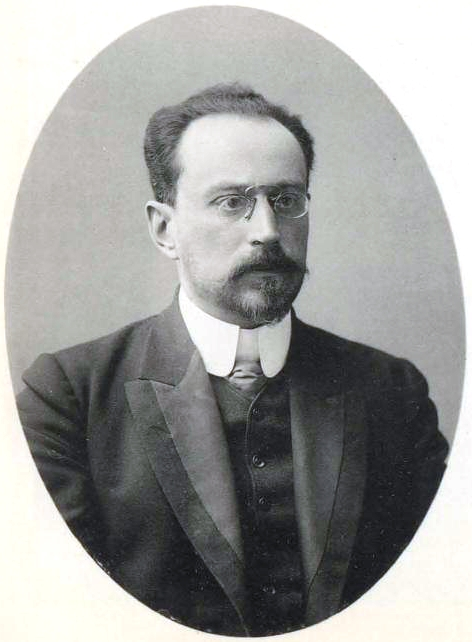
А. В. Цингер, 1911 год

Александр Васильевич Цингер родился в Москве 16 марта (по старому стилю) 1870 года в семье Василия Яковлевича Цингера (1836—1907) и Магдалины Ивановны, урождённой Раевской (ум. в 1888 году). Его отец происходил из семьи обрусевших немцев — дед Василия Яковлевича, Христиан Иванович Цингер (нем. Zinger), переехав из Германии в Россию в конце XVIII века, получил за добросовестную службу звание потомственного дворянина; Василий Яковлевич был выдающейся разносторонней личностью — помимо того, что он был доктором чистой математики и профессором физико-математического факультета Московского университета, одним из основателей Московского математического общества, он также серьёзно занимался ботаникой, был автором нескольких значительных работ по флоре Средней России (в конце жизни ему было присвоено звание почётного доктора ботаники); также он был автором нескольких философских работ.
Старший брат Александра Васильевича, Николай Васильевич Цингер, стал профессиональным ботаником, занимался вопросами борьбы с сорными растениями; за свои работы он был посмертно удостоен Премии имени В. И. Ленина за 1928 год.
Детство Александр Цингер провёл в Мелеховке Тульской губернии, в имении своей матери.
Учился в Первой Московской гимназии (в которой учился и его отец, Василий Яковлевич, окончивший её в 1853 году). Известно, что учителем физики и математики в гимназии у Александра Цингера был Дмитрий Дмитриевич Галанин (1857—1929), известный педагог-новатор, разрабатывавший новые методики обучения математике. Окончил Цингер гимназию в 1890 году.
С 1890 по 1894 год учился на физико-математическом факультете Московского университета. Александр Цингер — ученик известного физика и математика Николая Алексеевича Умова (1846—1915). После окончания университета он был оставлен для подготовки к профессорскому званию. В 1898 году Александр Цингер защитил диссертацию.
С 1894 года А. В. Цингер преподавал на медицинском факультете Московского университета, на курсах Московского общества воспитательниц и учительниц, на Московских высших женских курсах; позже он читал в Институте путей сообщения курс термодинамики. В начале 1900-х годов он возглавлял кафедру физики в Коммерческом институте, был приват-доцентом по кафедре физики Московского университета.
Ещё со студенческих времён Цингер был увлечён идеей популяризации физических знаний. Всю свою жизнь он придумывал интересные физические задачи, наглядные физические опыты. Поскольку он был очень разносторонним человеком, эти физические задачи нередко имели в своей основе знания из очень разных областей — от естественных наук и техники до искусства и литературы. В 1919 году по инициативе Цингера в Москве был создан Центральный физико-педагогический институт, — первый в России научно-методический центр по преподаванию физики в школе.
Александр Васильевич Цингер был основателем первого русского методического журнала «Физика», издававшегося с 1912 года по 1916 год. Он — автор множества учебников и учебных пособий по физике: «Начальная физика», «Задачи и вопросы по физике» (1912), «Механика», «Рабочие книги по физике». Особо успешным оказался учебник «Начальная физика», который долго время был основным учебным пособием в школе по своей теме и в период с 1919 года по 1931 год переиздавался 20 раз.
Последние 12 лет своей жизни жил в Германии. 24 декабря 1934 года Александр Васильевич Цингер скончался в Берлине в своей квартире в районе Лихтерфельде. Похоронен на русском православном кладбище в районе Тегель в ныне безымянной могиле.

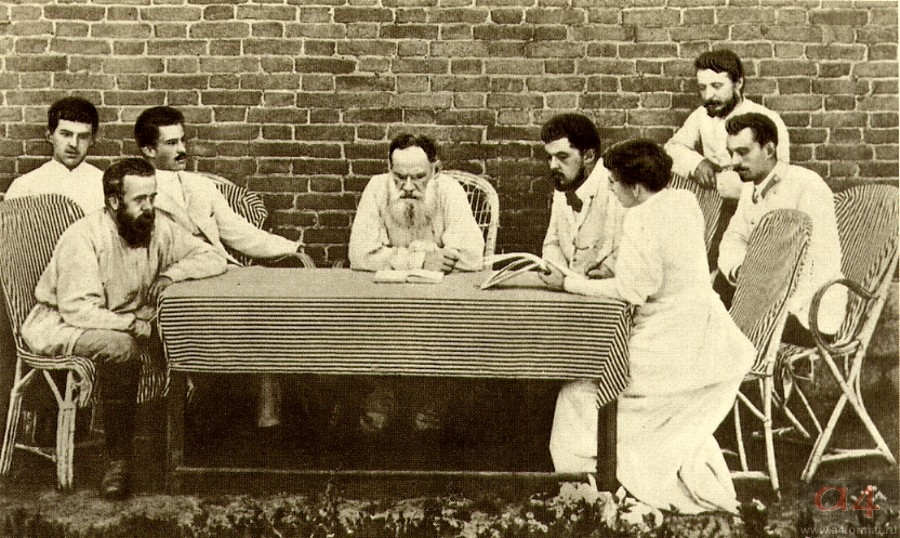
Лев Толстой и его помощники составляют списки крестьян, нуждающихся в помощи.
Слева направо: П. И. Бирюков, Г. И. Раевский, П. И. Раевский, Л. Н. Толстой, И. И. Раевский, А. М. Новиков, А. В. Цингер (крайний справа, сидит), Т. Л. Толстая. Деревня Бегичевка Рязанской губернии.
Фотография П. Ф. Самарина, 1892 г.

## А. В. Цингер и Лев Толстой
Мать Цингера, Магдалина Ивановна, была родной сестрой Ивана Ивановича Раевского (1835—1891), помещика, общественного и земского деятеля, близкого друга Льва Николаевича Толстого. Александр Васильевич с детства был знаком с Толстым, часто бывал у него в гостях в Хамовниках, приезжал в Ясную поляну.
Цингер был разносторонним человеком, ещё с юности увлекался отечественной и зарубежной литературой и театром. Будучи студентом, он принимал участие в домашних спектаклях, которые ставились у Толстых. В частности, он играл лакея Григория в первой постановке пьесы Льва Толстого «Плоды просвещения».
Известно, что однажды Цингер, раздобыв жидкий воздух, читал в тесном домашнем кругу Толстых лекцию с демонстрацией физических опытов, при этом присутствовал и сам Лев Николаевич.
Толстой очень душевно относился к «молодому Цингеру».

У Цингера при значительном числителе очень маленький знаменатель, что делает его большой величиной.— Лев Николаевич Толстой об А. В. Цингере
Александр Васильевич общался с писателем до самой его смерти. В своём дневнике за 1909 год Лев Толстой несколько раз упоминает о своих беседах с Цингером о математике, высшей геометрии, о «науке вообще и о физике»…
А. В. Цингер — автор статьи «Ненаписанный рассказ Толстого», а также ещё нескольких статей и рассказов, посвящённых Толстому.

## Увлечение ботаникой
«Я лишь скромный, непритязательный любитель ботаники, но сохраняю любовь к растительному миру в течение всей своей жизни; с самого раннего детства», — писал Александр Васильевич.
Свою профессорскую деятельность в области физико-математических наук он, как и его отец, совмещал с серьёзным увлечением ботаникой. Около семи лет — примерно с 1920 года — Цингер целенаправленно собирал материалы о различных интересных научных фактах, связанных с растительным миром. В 1927 году книга «Занимательная ботаника» наконец вышла в издательстве «Время» в серии «Занимательная наука».
Книга, в которой увлекательно и понятно, но в то же время научно точно были изложены различные факты из жизни растительного мира, имела огромный успех как у рядовых читателей, так и у специалистов. Ещё при жизни автора книга была трижды переиздана, при этом к четвёртому изданию, вышедшему за несколько месяцев до смерти Александра Васильевича, он написал предисловие. В 1951 году вышло пятое издание, в 1954 году — шестое; оба этих издания были бережно отредактированы профессором С. С. Станковым, который хорошо знал Цингера по Ялте, а затем с ним состоял в переписке до самой смерти Александра Васильевича. Книга переведена на многие иностранные языки. В 2008 и 2009 годах вышли новые переиздания книги.
Примечательно, что при работе над своей книгой Александр Васильевич активно пользовался «Флорой Средней России» Маевского — книгой, в значительной мере основанной на «Сборнике сведений о флоре Средней России», написанном Василием Яковлевичем Цингером, отцом Александра Васильевича.

## Семья
Про первую жену Цингера, Евгению Евгеньевну Цингер, известно, что в 1917 году она жила в Москве в доме 15 на Троицкой улице и преподавала в частной женской гимназии Е. Л. Ивановой. У них было по крайней мере двое детей — сын Вадим, который упоминается в письме А. В. Цингера от 1931 года академику Владимиру Ивановичу Вернадскому и который жил по тому же адресу Троицкая, 15, и сын Яков, автор двух известных книг, «Очерки о животных нашей страны» (Издательство московского общества испытателей природы, 1951) и «Занимательная зоология» (книга выдержала несколько изданий, 3-е издание вышло в УЧПЕДГИЗе в 1963 году); дочь Якова, Ольга Яковлевна Цингер, была сотрудником Мордовского заповедника, она — один из авторов книги «Из жизни леса» (Саранск, 1968).
Вторая жена Цингера — Вера Николаевна Павлова (1875 — 16 сентября 1962), актриса Московского Художественного театра, ученица Владимира Ивановича Немировича-Данченко. Она училась в Филармоническом училище, входила в труппу МХТ с момента его основания. Уже после её смерти были опубликованы написанные ею мемуары о первых годах существования МХТ. В справочнике «Москва — 1917» в качестве адреса А. В. Цингера указан Казачий пер., 9/11.
Во время гражданской войны семья Цингеров оказалась в Харькове, занятом войсками генерала Деникина; с лета 1919 года по лето 1921 года Цингеры жили в Крыму, в местечке Темис-Су под Ялтой; Александр Васильевич преподавал в школе и был её директором. Весной 1922 года Цингеры вернулись в Москву. Осенью 1922 года Александр Васильевич получил разрешение на выезд в Германию на лечение (он страдал туберкулёзом позвоночника) — и семья переехала в Берлин.
Их сын Олег (Oleg Zinger, 1910—1997) стал художником; до 1948 года он жил в Германии, затем переехал во Францию. Одним из московских знакомых А. В. Цингера был Дмитрий Иванович Сахаров, физик, педагог, популяризатор физических знаний, преподавать физики в средних, а затем высших учебных заведениях. Уехав из России, Цингер оставил его своим представителем в издательских делах. Известно, что сын Александра Васильевича, Олег, переписывался с сыном Дмитрия Ивановича Сахарова, Андреем Дмитриевичем, будущим академиком, и присылал ему свои альбомы с рисунками животных.